# Бижовци (Великотырновская область)
Бижовци (болг. Бижовци) — село без постоянного населения в Болгарии. Находится в Великотырновской области, входит в общину Велико-Тырново.

## Политическая ситуация
Бижовци подчиняется непосредственно общине и не имеет своего кмета.
Кмет (мэр) общины Велико-Тырново — Румен Рашев (независимый) по результатам выборов.